# Noctilio leporinus
El murciélago pescador (Noctilio leporinus) es una especie de quiróptero que habita en zonas de bosque húmedo, desde México hasta el norte de Argentina, incluidas las Antillas. Otra especie del mismo género, el murciélago pescador menor (Noctilio albiventris) es un piscívoro ocasional. Existen tres especies de murciélagos que comen peces y su cuerpo está perfectamente adaptado para pescarlos. Este extraordinario mamífero volador sale a pescar en las noches.

## Características
Mide 13 cm de longitud y pesa entre 40 y 70 gramos. El antebrazo tiene entre 77 y 88 mm de largo. Su pelo es muy corto, aunque más largo en el cuello y hombros; en los machos el pelaje superior es rojo-anaranjado,por lo  tanto que las hembras son gris-marrón; en el vientre más claro en ambos casos. Las membranas de las alas y la cola son pardas traslúcidas. Tienen cola y patas muy largas con respecto a otros murciélagos. Los labios son hinchados; la barbilla presenta pliegue transversal; en las mejillas tiene bolsas para almacenar el alimento; las orejas puntiagudas y estrechas, están separadas. Las garras de las patas traseras son largas, curvas, y muy comprimidas lateralmente, lo que les permite surcar el agua casi sin resistencia.

## Historia natural
Se alimenta principalmente de crustáceos, insectos y peces, aunque también consumen otros vertebrados acuáticos. Al atardecer salen de sus cuevas y vuelan rápidamente a ras del agua, ecolocalizando sus presas, atrapándolas con la membrana interfemoral o con las garras ganchudas de las patas traseras, o con ambas a la vez. Pescan durante la noche.
Durante el día vive en colonias numerosas al interior de cuevas o bajo las ramas de árboles de follaje denso.

## Subespecies
Se conocen tres subespecies de Noctilio leporinus:
- Noctilio leporinus leporinus
- Noctilio leporinus mastivus
- Noctilio leporinus rufescens

Además existen otras dos especies de murciélagos que se alimentan de peces:
Pizonyx Vivesi y el falso vampiro Megaderma lyra de la india. Éste come también pájaros, ranas y otros murciélagos.  